# Cornerstone Festival
Le Cornerstone Festival est un des plus grands festivals de musique chrétienne organisé par Jesus People USA dans les années 1980.
Il a eu lieu chaque année vers le 4 juillet près de Bushnell, dans l'Illinois aux États-Unis, et attire quelque 20 000 spectateurs chaque année, entre 1984 et 2012.

## Histoire
De 1984 à 1990, Cornerstone a eu lieu au Lake County Fairgrounds, près de Grayslake, dans l’Illinois. En 1991, le festival s’est installé près de la ville de Bushnell, où les organisateurs du festival ont acheté un grand terrain qui porte désormais le nom de « Cornerstone Farm ». Des dizaines de milliers de personnes y ont assisté chaque année et ont vu plus de 300 groupes jouer de nombreux styles de musique, y compris du rock, du metal, du punk, du hardcore ou encore de la pop.
Outre ses nombreux musiciens, le Cornerstone Festival a également présenté des conférenciers et présenté des projections de films indépendants et étrangers, des séminaires pour écrivains et des ateliers artistiques. En 2010, la scène principale du festival s'est déplacée vers le "Midway", situé à environ 0,7 km au nord-est de son emplacement précédent.
Le 15 mai 2012, il a été annoncé que le festival 2012 serait le dernier.

## Artistes passés au Cornerstone Festival
- Whitecross[4]
- For Today
- War of Ages
- Crimson Thorn (en)